# Juan Briones Dávila
Juan Abraham Briones Dávila (Lima, 24 de agosto de 1937) es un general del Ejército del Perú en retiro y político peruano. Fue ministro del Interior durante el gobierno de Alberto Fujimori, desde noviembre de 1991 hasta abril de 1997.

## Biografía
Fue jefe de la División de Fuerzas Especiales (DIVFFEE).
En el año 1990 fue director de la Escuela Militar de Chorrillos.
Fue nombrado como Subinspector General del Ejército.
En noviembre de 1991, el presidente Alberto Fujimori lo nombró como ministro del Interior. Renunció al ministerio en abril de 1997.

## Acusaciones
En 2001, el vocal supremo Hugo Sivina ordenó impedimento de salida del país contra 17 exministros de Fujimori por infracción a la Constitución y delitos cometidos contra la seguridad nacional y la tranquilidad pública debido al autogolpe de estado del 5 de abril de 1992, delito de rebelión.

En octubre del 2004, el juez anticorrupción Saúl Peña Farfán dictó arresto domiciliario contra Briones por los presuntos delitos de colusión y asociación ilícita en el marco de un proceso de compra de equipos para la Policía Nacional del Perú durante su gestión ministerial.
En 2007 Briones fue condenado a diez años de prisión por el delito de rebelión en agravio del Estado y el secuestro en agravio de líderes de organizaciones políticas y sindicales, durante el autogolpe.
En 2014 el juez instructor supremo le dio libertad condicional por haber cumplido las tres cuartas partes de la sentencia.